# Charles August Lindbergh

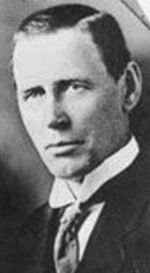
Charles August Lindbergh

Charles August Lindbergh (Stockholm, 20 januari 1859 - Crookston, 24 mei 1924) was een lid van het Huis van Afgevaardigden (Verenigde Staten).

## Zweedse roots
Hij was de zoon van de Zweedse immigrant Ola Månsson (1808-1893) en de 30 jaar jongere serveerster Lovisa Jansdotter Carlén (†1921).
Ola Månsson was lid van de Zweedse Rijksdag en werkte als bankdirecteur. Toen hij beschuldigd werd van omkoping en verduistering liet hij zijn eerste gezin achter en vertrok (1859) naar de Verenigde Staten en nam daar de naam Lindbergh aan.

## Congresman
Charles August Lindbergh ging rechten studeren aan de Universiteit van Michigan, waar hij 1883 afstudeerde. Hij diende als officier van justitie voor Morrison County in Minnesota van 1891 tot 1893. Van 1907 tot 1917 was hij - als republikein - lid van het Amerikaans Congres, waar hij de staat Minnesota vertegenwoordigde. Hij was tegen de deelname van Amerika aan de Eerste Wereldoorlog en verzette zich tegen de oprichting van het centrale banksysteem in zijn land (1913).
Charles August Lindbergh huwde in 1887 met Mary Lafond - met wie hij twee dochters had en die reeds in 1898 overleed. In 1901 huwde hij met Evangeline Lodge Land (1876-1954). Zij hadden één zoon, de bekende luchtvaartpionier Charles Lindbergh.
- Gemeinsame Normdatei: 115578404
- International Standard Name Identifier: 0000 0000 8099 8907
- Library of Congress Control Number: n84124732
- Nationale Bibliotheek van Israël: 987007430208505171
- Nederlandse Thesaurus van Auteursnamen: 07067549X
- LIBRIS: 250874
- SNAC: w6h99cdx
- Système universitaire de documentation: 076067637
- Biographical Directory of the United States Congress: L000320
- Virtual International Authority File: 20412884
- WorldCat: E39PBJc7TthjbBRq3WJtdFBF8C